# Liste des Cerambycinae de Guyane

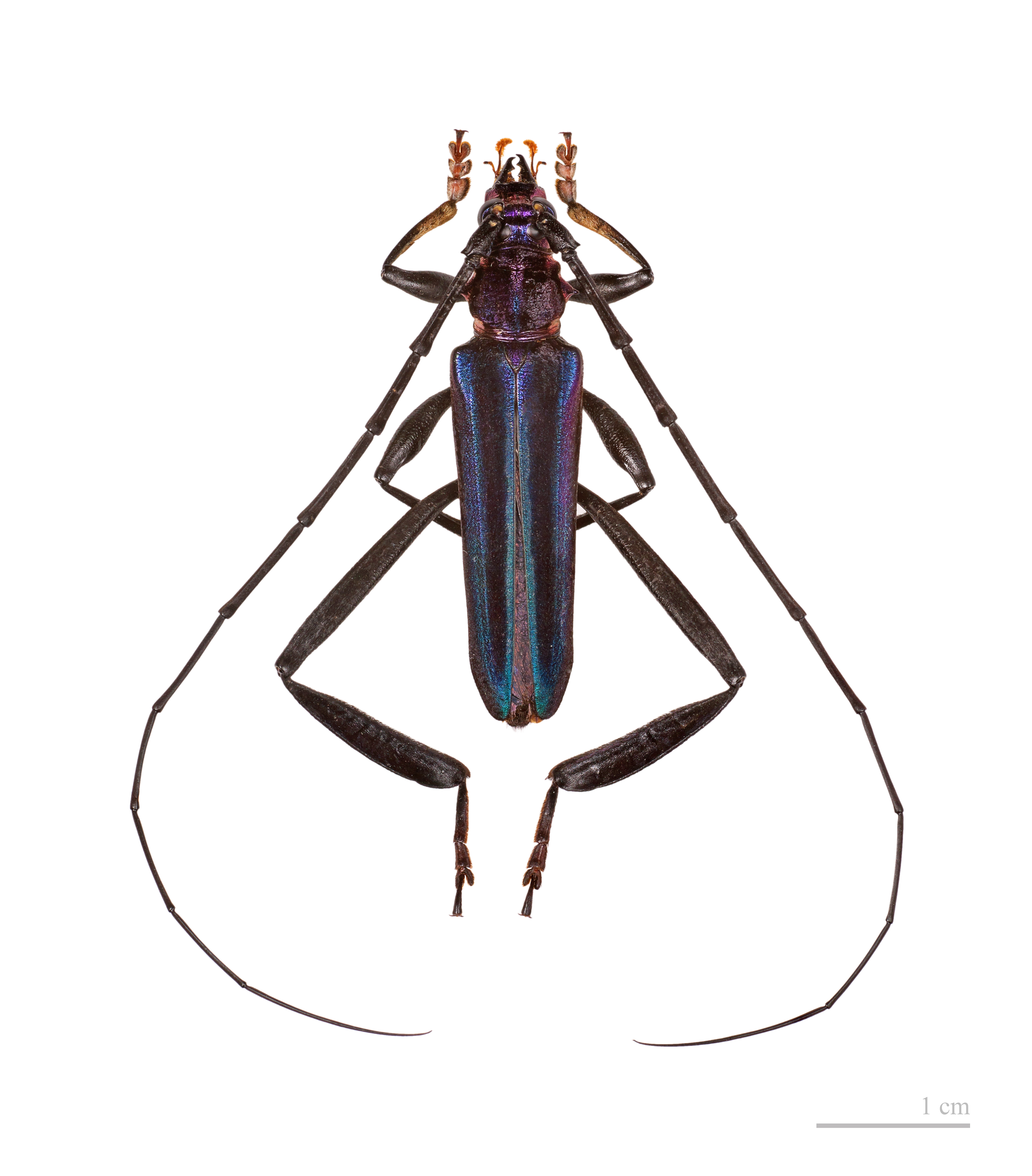
Callichroma velutinum - Muséum de Toulouse

## Genres rencontrés enGuyane françaisepar ordre alphabétique
Le nom de la tribu est indiqué en gras.

### A
- Achryson, ACHRYSONINI

Achryson surinamum (Linnaeus, 1767)
- Acyphoderes, RHINOTRAGINI

Acyphoderes abdominalis (Olivier, 1795)
- Aegoidus, Trachyderini

Aegoidus debauvei (Guérin-Méneville, 1838)
- Agaone, RHINOTRAGINI

Agaone notabilis (White, 1855)
- Amphionthe, Trachyderini

Amphionthe dejeani (Gounelle, 1912)
- Atiaia, Cerambycini

Atiaia consobrina (Gahan, 1892)

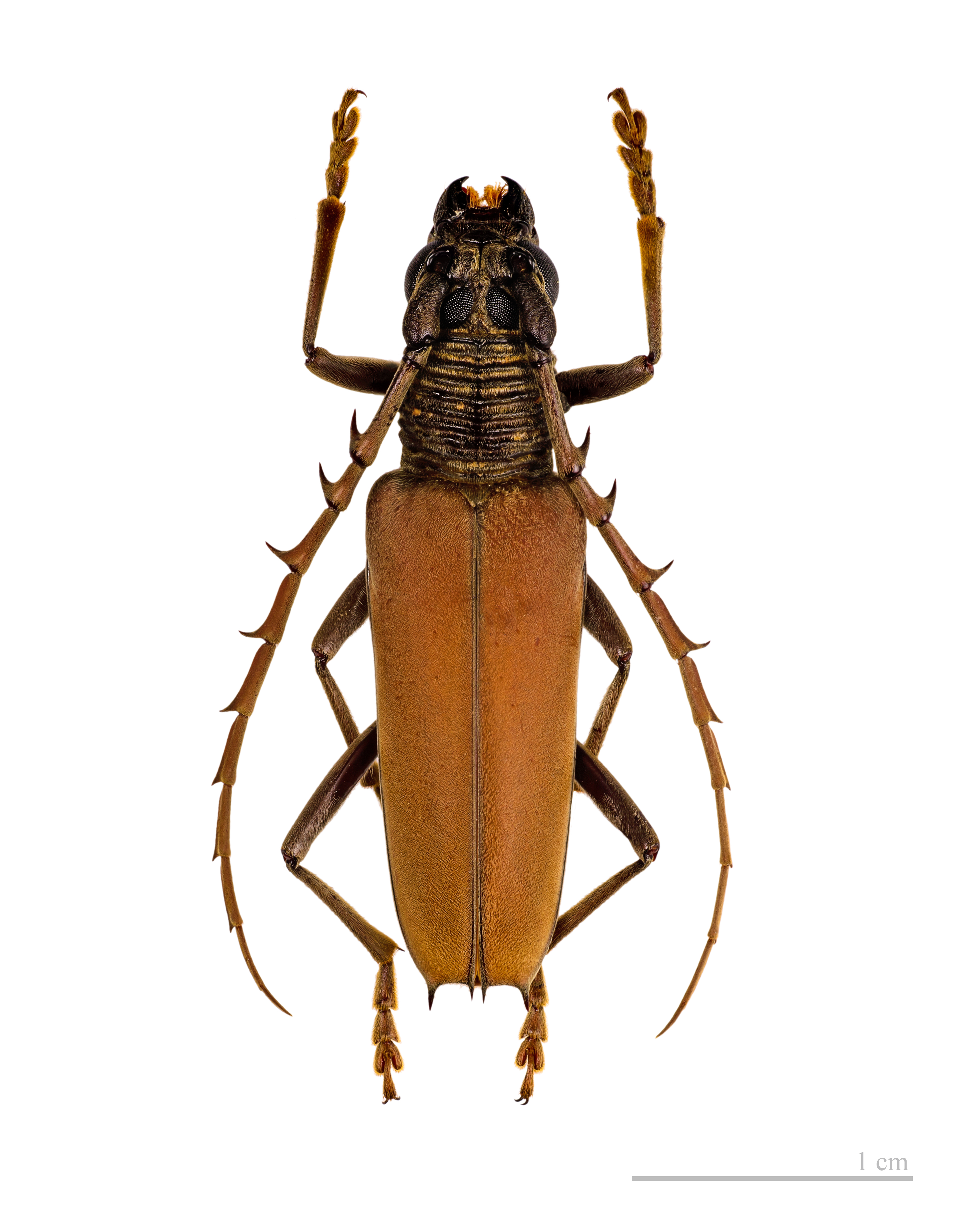
Atiaia consobrina - Muséum de Toulouse

### B
- Batus (Thunberg, 1822); Trachyderini

Batus barbicornis (Linné, 1764)

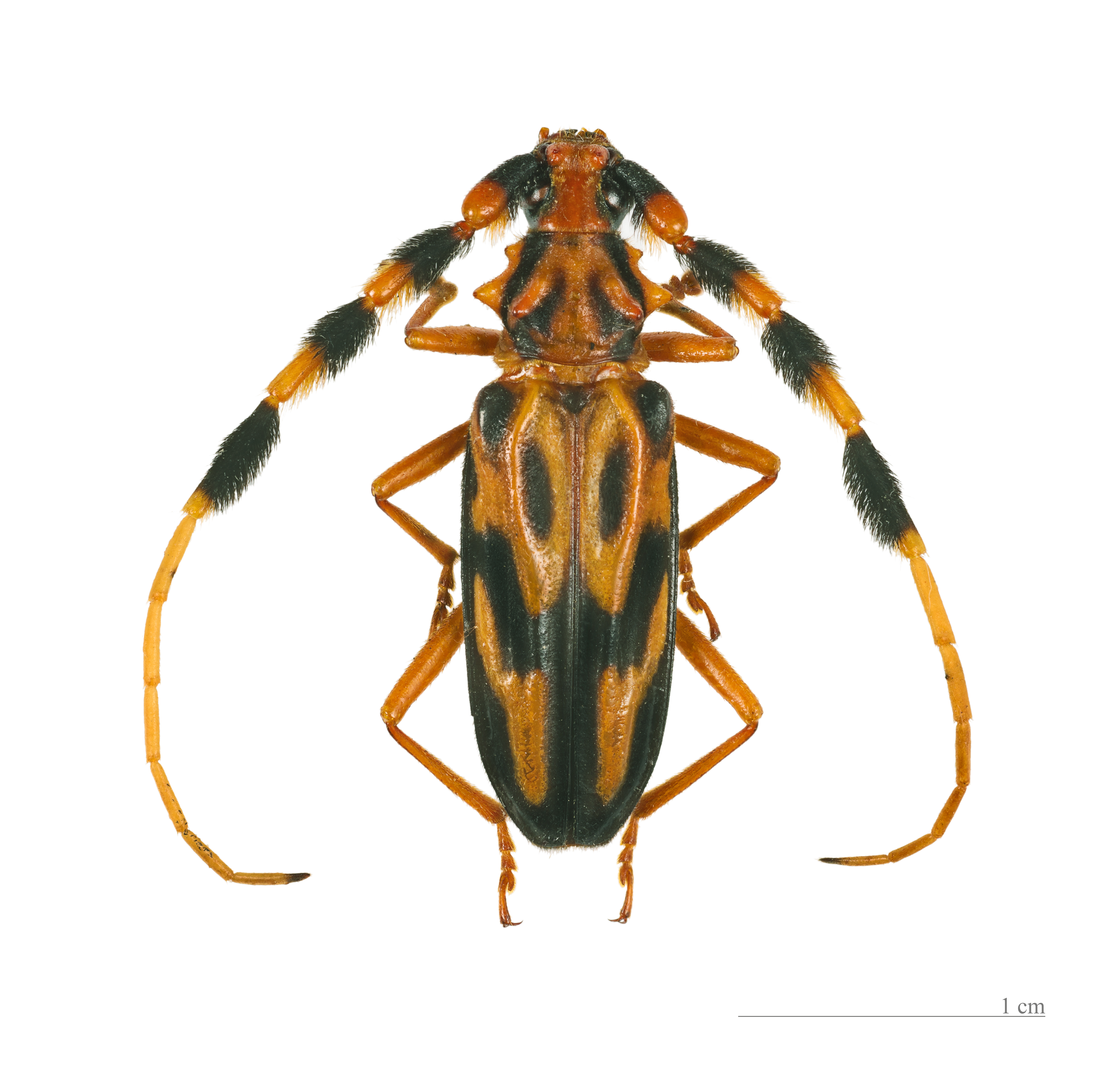
Batus barbicornis - Muséum de Toulouse

### C
- Callichroma, Callichromatini
- Callichroma auricomum (Linné, 1767)
- Callichroma velutinum (Fabricius, 1775)

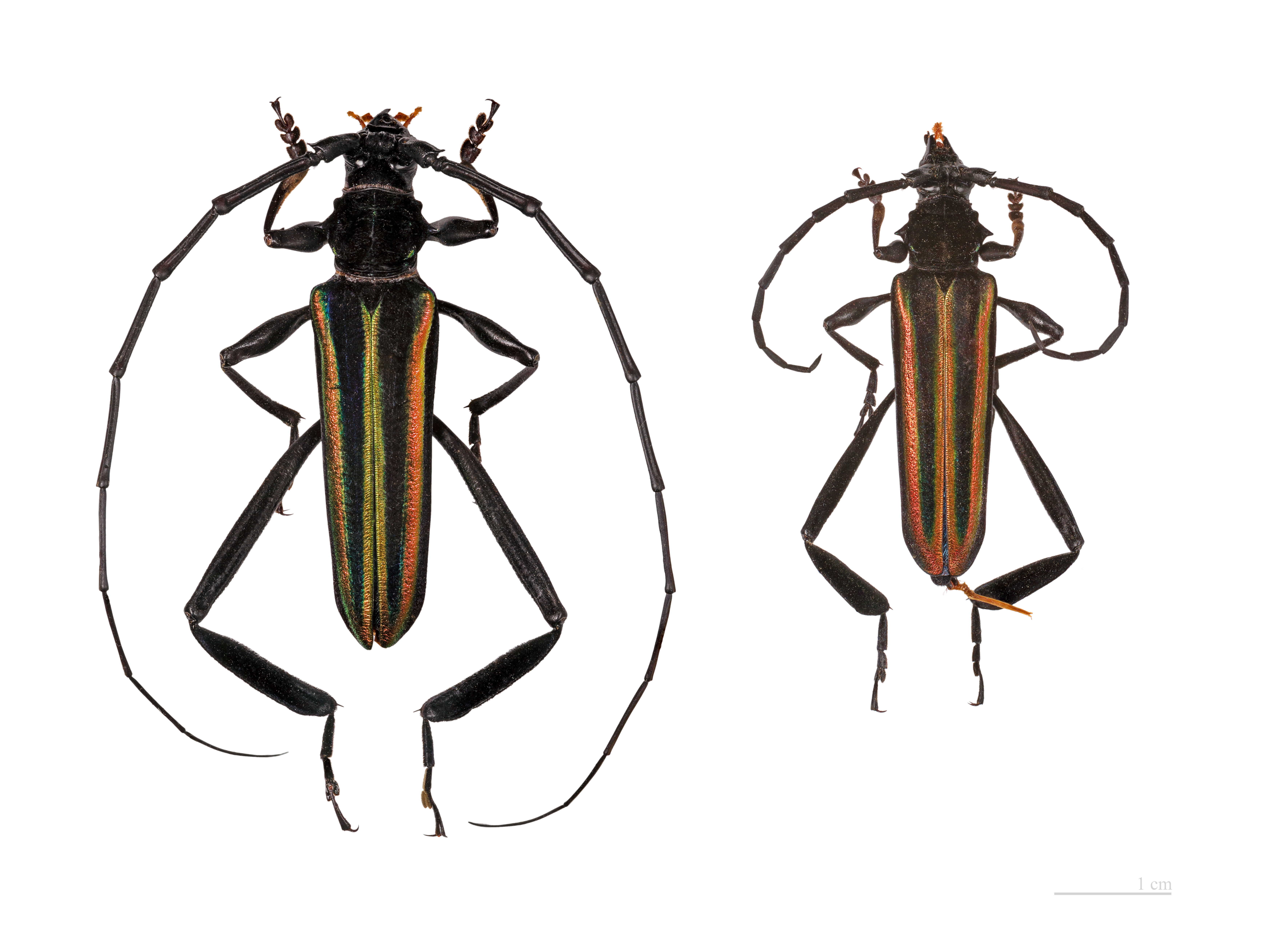
Callichroma auricomum - Muséum de Toulouse
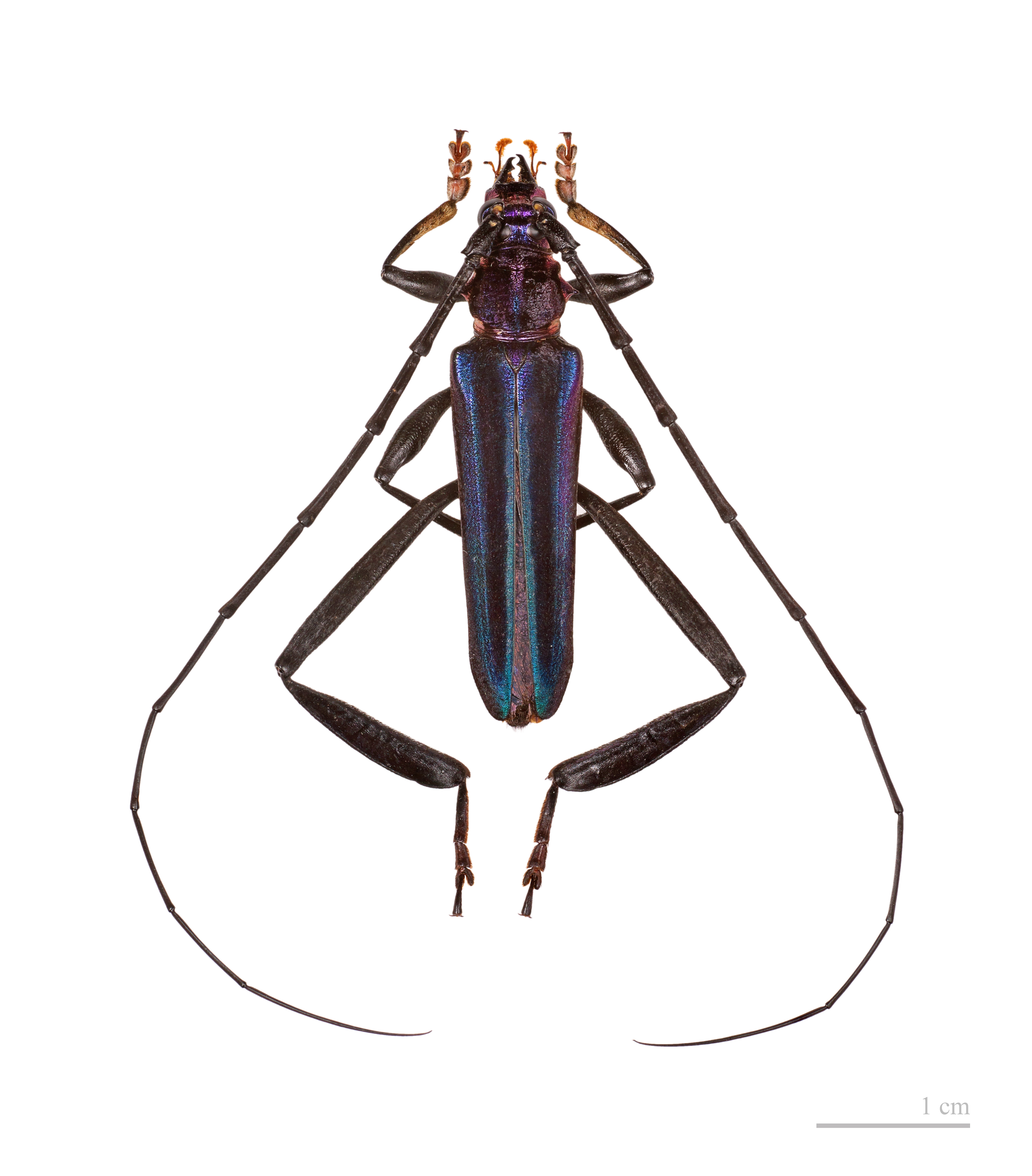
Callichroma velutinum - Muséum de Toulouse

- Ceragenia, Trachyderini

Ceragenia bicornis (Fabricius, 1801)
Ceragenia leprieuri (Buquet, 1844)

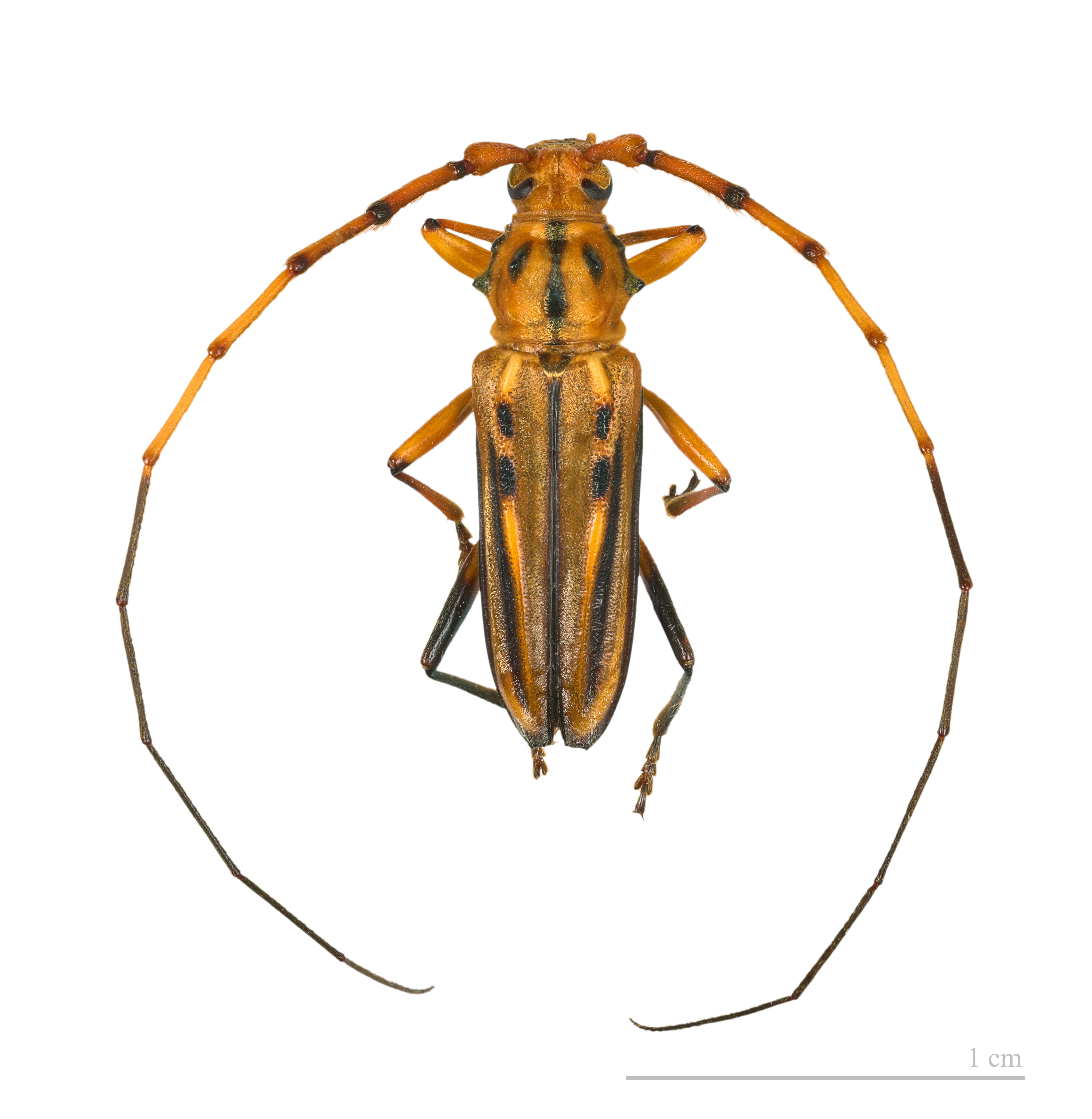
Ceragenia bicornis - Muséum de Toulouse

- Chlorida, Bothriospilini

Chlorida festiva (Linné, 1758)
Chlorida curta Thompson, 1857
Chlorida denticulata Buquet, 1860.

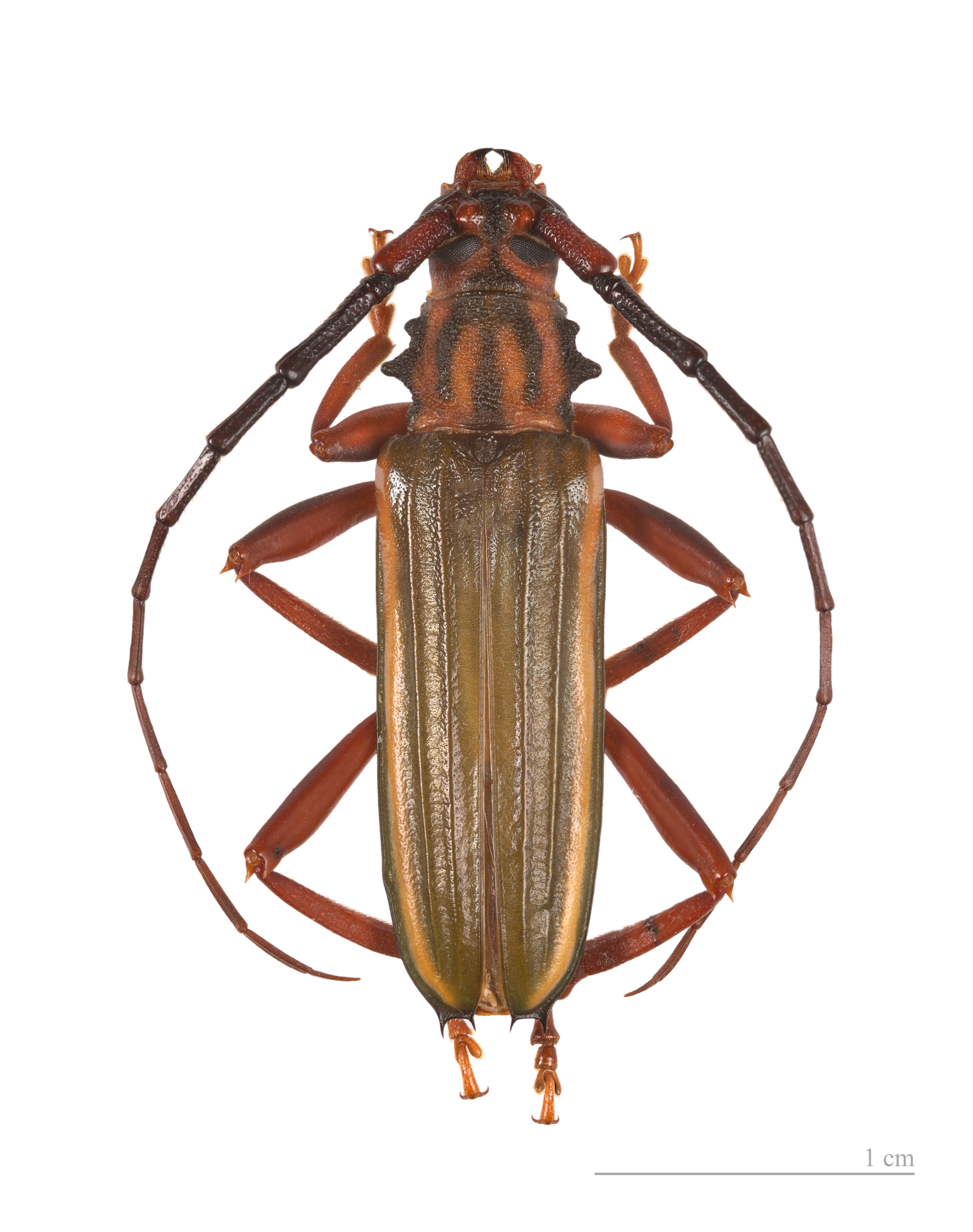
Chlorida festiva - Muséum de Toulouse

- Chrysoprasis, HETEROPSINI

Chrysoprasis festina Audinet-Serville, 1834.
- Clausirion, Elaphidiini

Clausirion comptum (Martins & Napp, 1984)

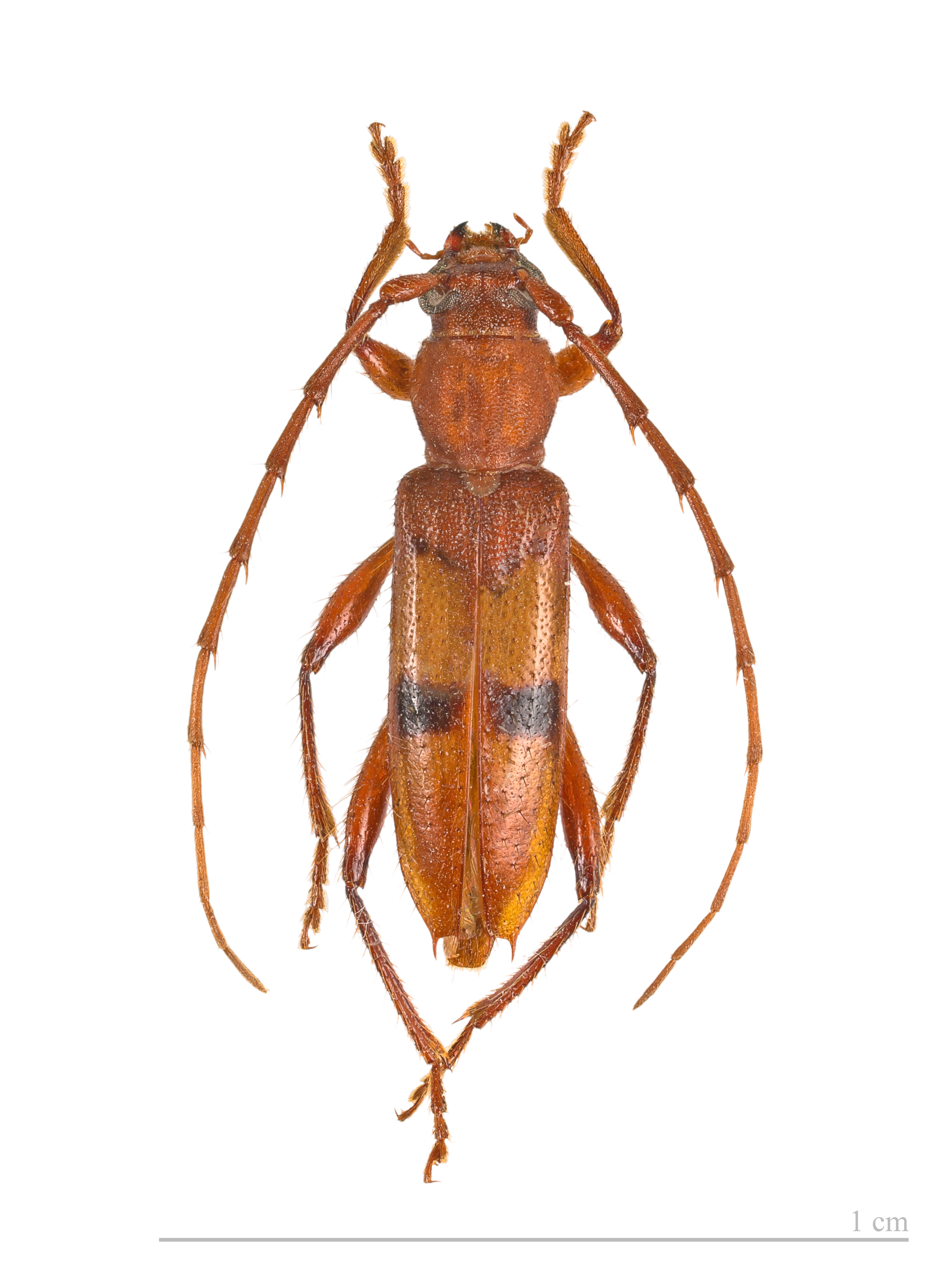
Clausirion comptum - Muséum de Toulouse

- Cnemidochroma, Callichromatini

Cnemidochroma coeruleum Achard, 1910.
- Coccoderus, Bothriospilini

Coccoderus longespinicornis Fuchs, 1964.
- Coremia, Compsocerini

Coremia plumipes Pallas, 1772.
- Cosmisoma, RHOPALOPHORINI

Cosmisoma speculiferum Gory, 1844.
- Criodion,  Cerambycini

Criodion tuberculatum Gahan, 1892.
- Ctenodes, Trachyderini

Ctenodes decemmaculata Olivier, 1807.

### D
- Deltosoma, PLATYPTERINI

Deltosoma lacordairei (Thompson, 1864)
- Diploschema, Torneutini

Diploschema klagesi (Lane, 1966)
- Dubiefostola, Hesperophanini

Dubiefostola auricollis (Tavakilian & Monné, 1991)

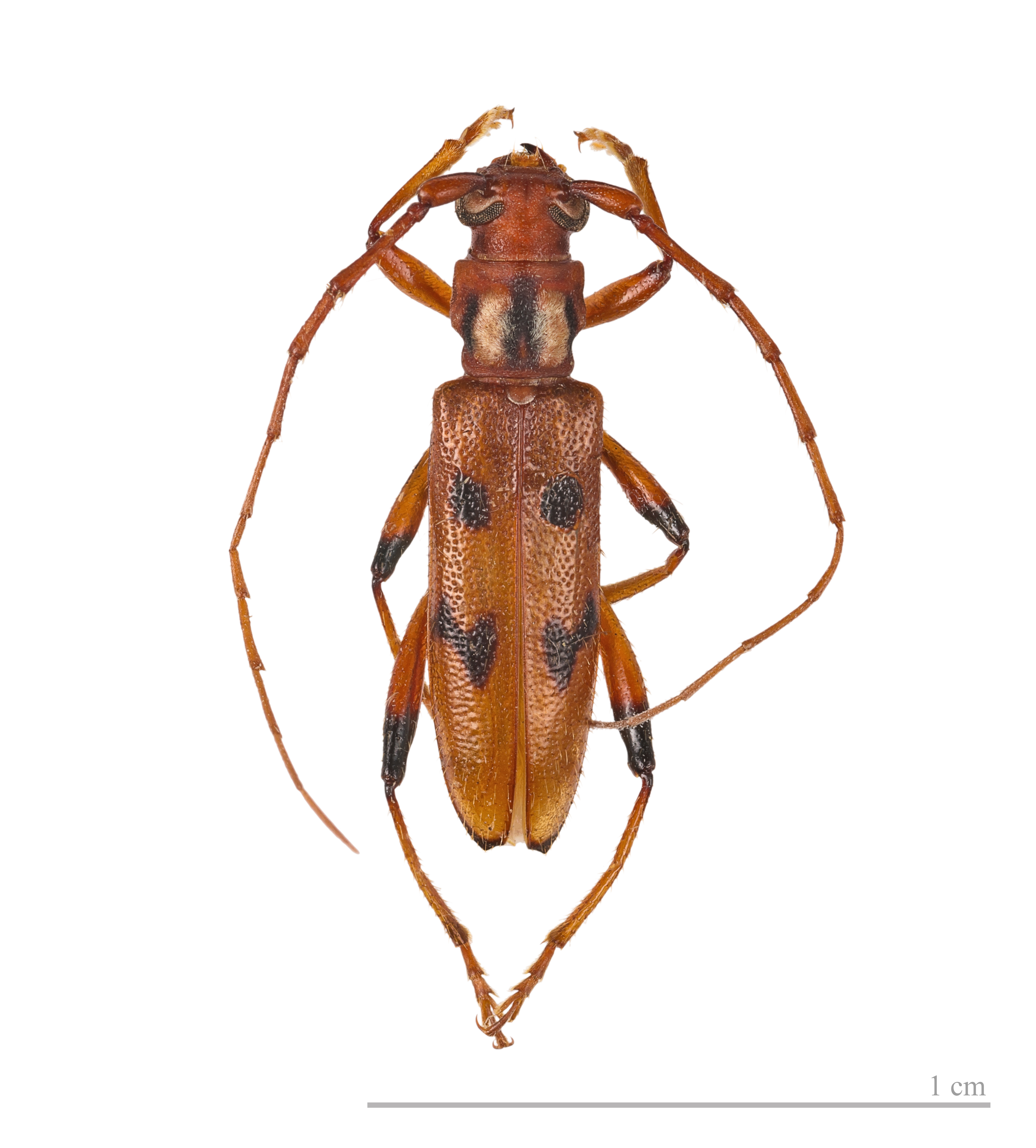
Dubiefostola auricollis - Muséum de Toulouse

### E
- Eburodacrys, EBURIINI

Eburodacrys sexmaculatus Olivier, 1790.

### G
- Gigantotrichoderes, Torneutini

Gigantotrichoderes conicicollis Tippmann, 1953.
- Gnathopraxithea, Torneutini

Gnathopraxithea sarryi Seabra & Tavakilian, 1986.
- Gnomidolon, IBIDIONINI

Gnomidolon biarcuatum White, 1855.

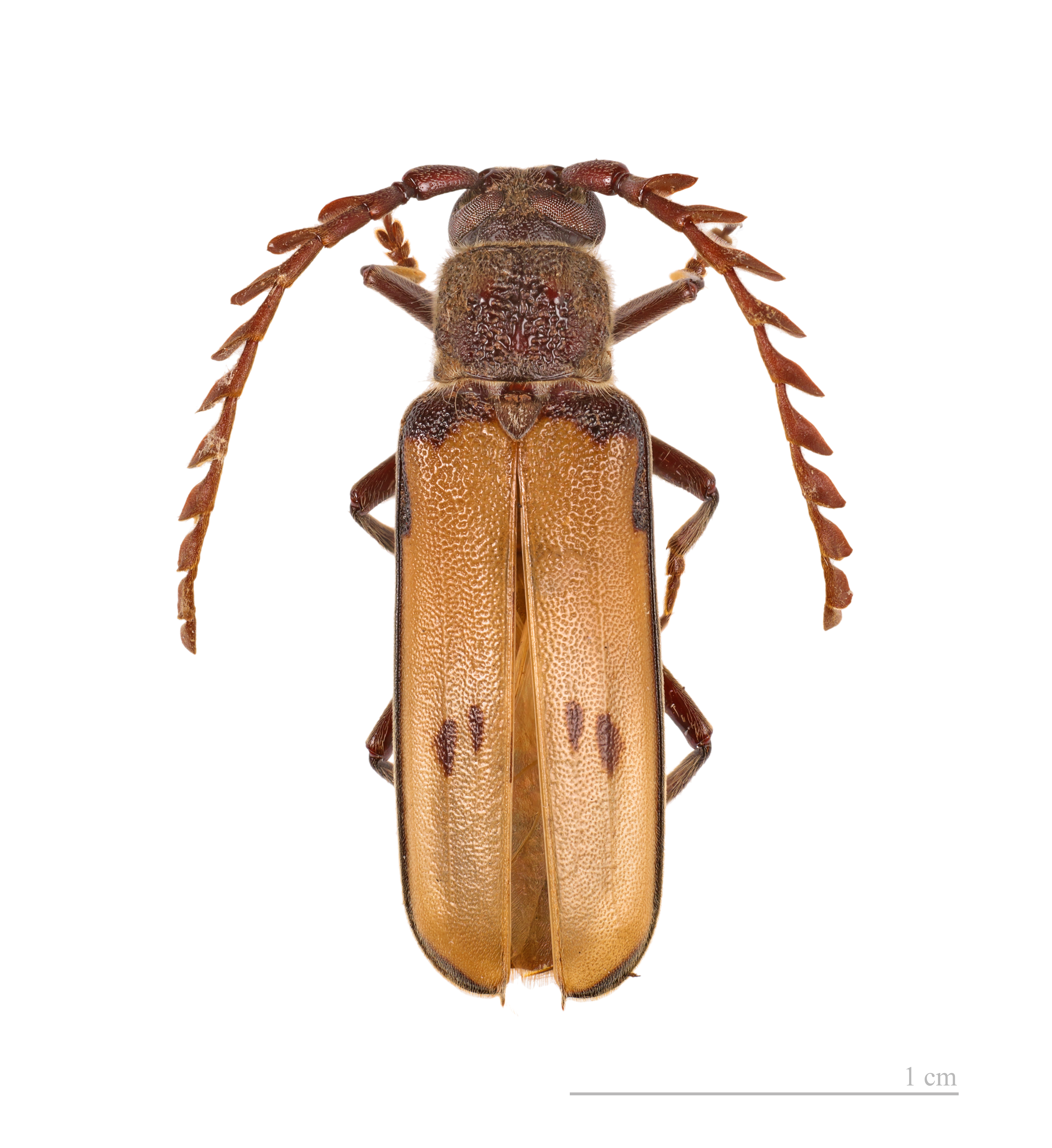
Gigantotrichoderes conicicollis - Muséum de Toulouse

### H
- Haruspex, PIEZOCERINI

Haruspex bivittis (White, 1855)
- Hespereburia, Hesperophanini

Hespereburia balouporum (Tavakilian & Monné, 1990)
- Hirtobrasilianus, Cerambycini

Hirtobrasilianus villiersi (Fragoso & Tavakilian, 1985)

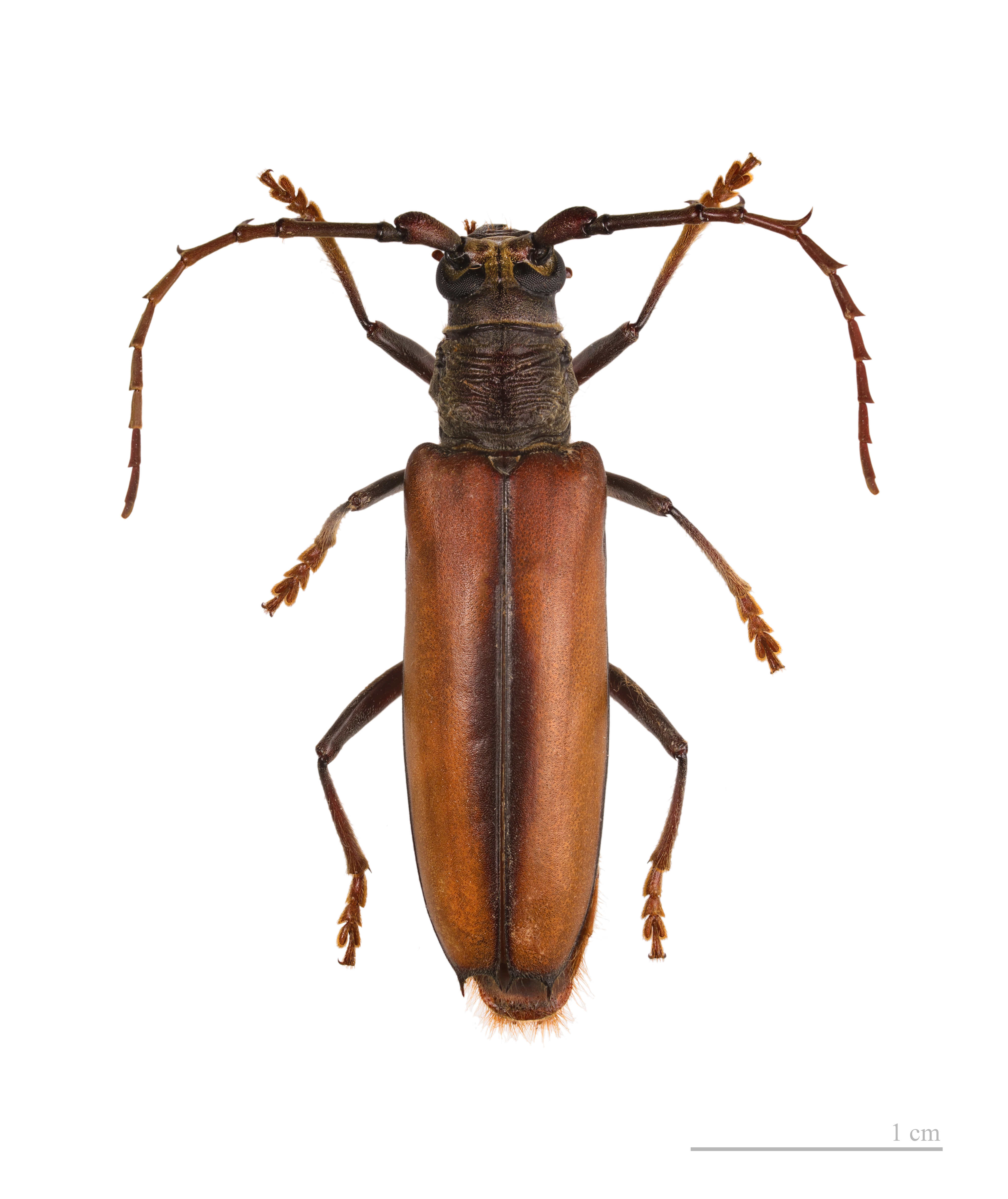
Hirtobrasilianus villiersi - Muséum de Toulouse

### J
- Juiaparus, Cerambycini

Juiaparus batus  (Linné, 1758)
- Jupoata, Cerambycini

Jupoata rufipennis (Gory, 1831)

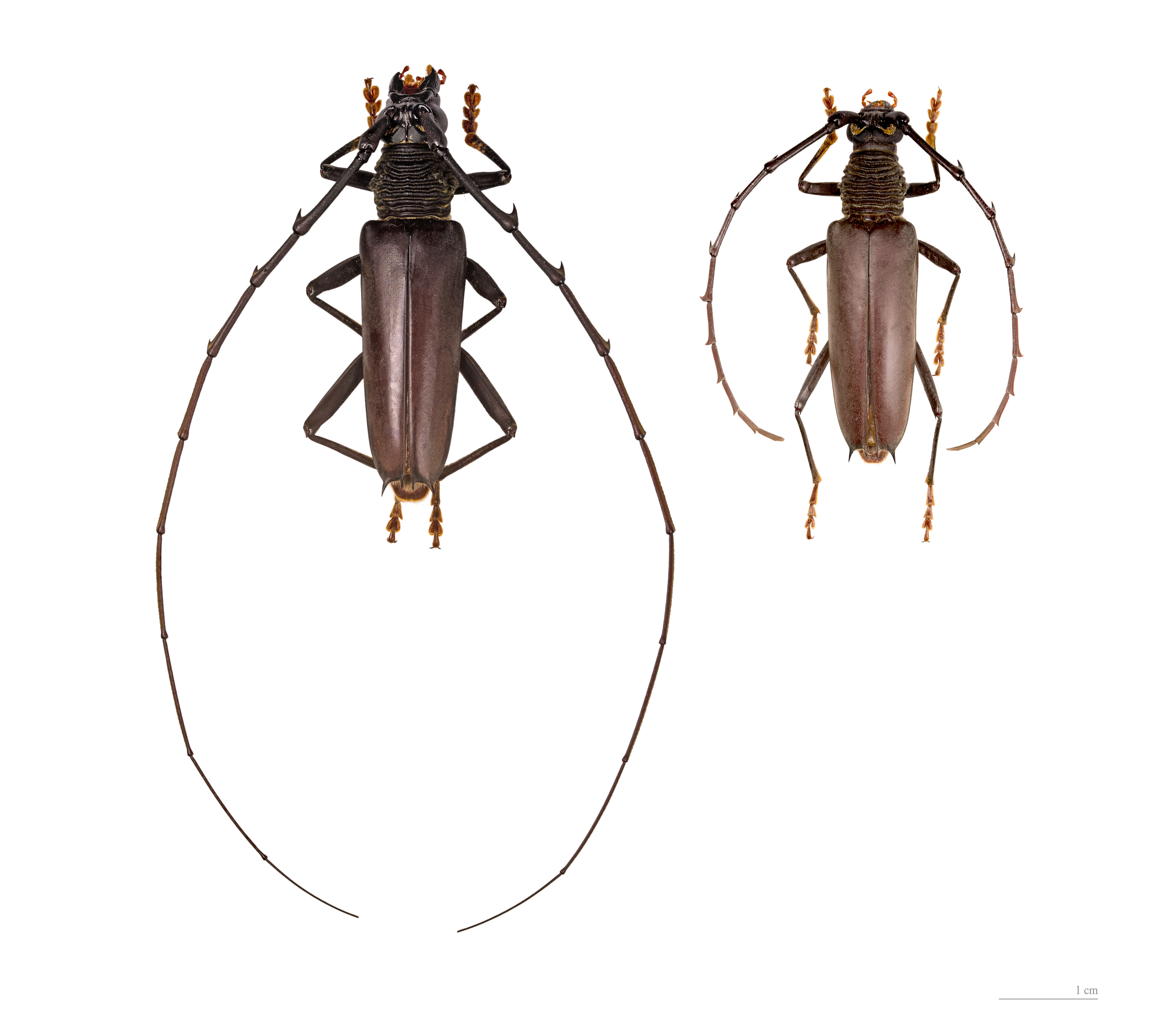
Juiaparus batus - Muséum de Toulouse
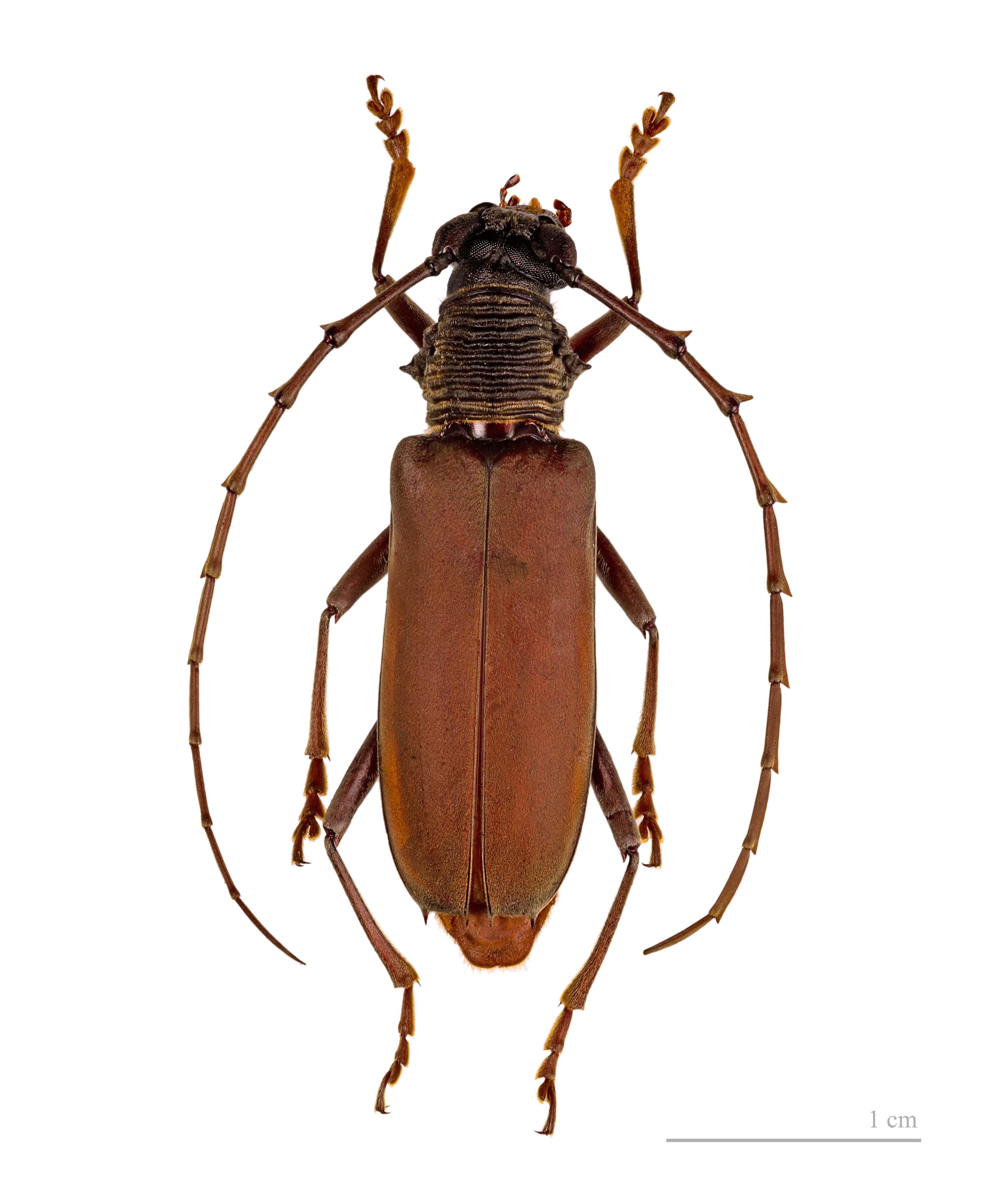
Jupoata rufipennis - Muséum de Toulouse

### L
- Liosteburia, HESPEROPHANINI

Liosteburia bleuzeni Tavakilian & Monné, 1990.
- Lissonotus, LISSONOTINI

Lissonotus equestris Fabricius, 1787.
- Listroptera, CLEOMENINI

Listroptera tenebricosa Olivier, 1790.

### M
- Macrambyx,  Cerambycini

Macrambyx suturalis Gory, 1832.
- Macrobrasilianus,  Cerambycini

Macrobrasilianus bellator Audinet-Serville, 1834.
- Malacopterus, XYSTROCERINI

Malacopterus tenellus Fabricius, 1801.
- Mecometopus, CLYTINI

Mecometopus curtus Castelnau & Gory, 1838
Mecometopus aurantisignatus Zajciw, 1964.
- Megacyllene, CLYTINI

Megacyllene angulata Castelnau & Gory, 1838.
- Megaderus,Trachyderini

Megaderus stigma Linnaeus, 1758.
- Mephritus, Elaphidiini

Mephritus auricolle Tavakilian & Martins, 1990.
- Mionochroma, Callichromatini

Mionochroma aureotinctum (Bates, 1870)

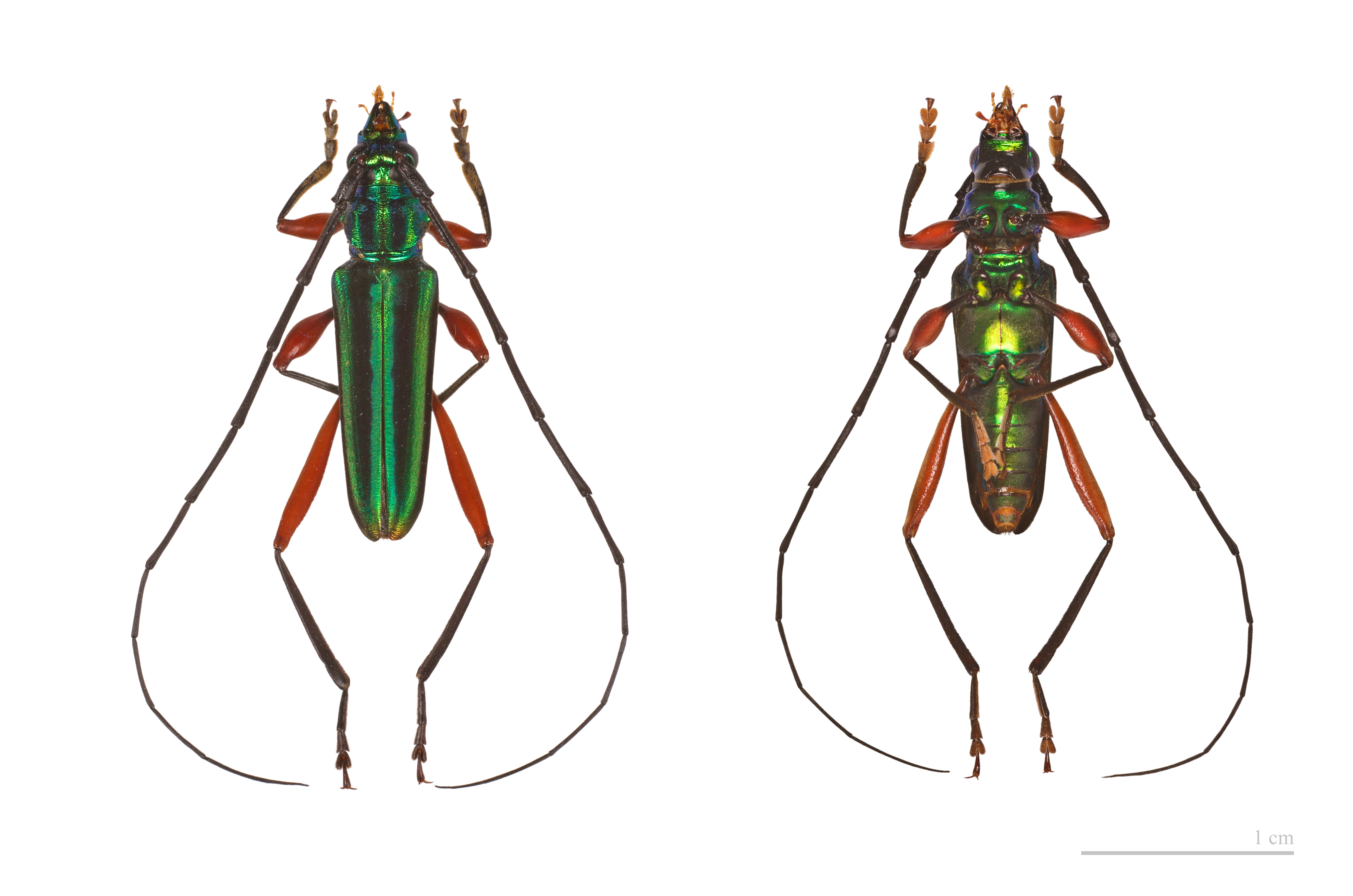
Mionochroma aureotinctum - Muséum de Toulouse

### N
- Nyssicus, Elaphidiini

Nyssicus conspicillatus Erichson, 1847
Nyssicus aureopilosus Lacey, 1949.

### O
- Odontocera, RHINOTRAGINI

Odontocera fasciata Olivier, 1775.
- Opades, EBURIINI

Opades costipennis Buquet, 1844.
- Orthostoma, COMPSOCERINI :

Orthostoma albicorne Fabricius, 1801.
- Oxymerus, Trachyderini

Oxymerus lineatus Dupont, 1838.

### P
- Paraliostola, Hesperophanini

Paraliostola durantoni (Tavakilian & Monné, 1990)
- Periboeum, Elaphidiini

Periboeum pubescens (Olivier, 1790)
- Phaedinus, Trachyderini

Phaedinus tricolor (Dupont, 1834)
Phaedinus lanio (Guérin-Méneville, 1838)
- Phrynocris, Hesperophanini

Phrynocris notabilis (Bates, 1867)
- Piezarinia, PIEZOCERINI

Piezarinia smaragdina (Martins, 1976)
- Plocaederus, Cerambycini

Plocaederus bipartitus, (Buquet, 1860)
- Polyschisis, Trachyderini

Polyschisis hirtipes (Olivier, 1792)
- Praxithea, Torneutini

Praxithea travassosi (Lane, 1939 )
- Protosphaerion, Elaphidiini

Protosphaerion signatipenne (Gounelle, 1908)
- Pseuderiphus, Trachyderini

Pseuderiphus collaris( Erichson, 1848)

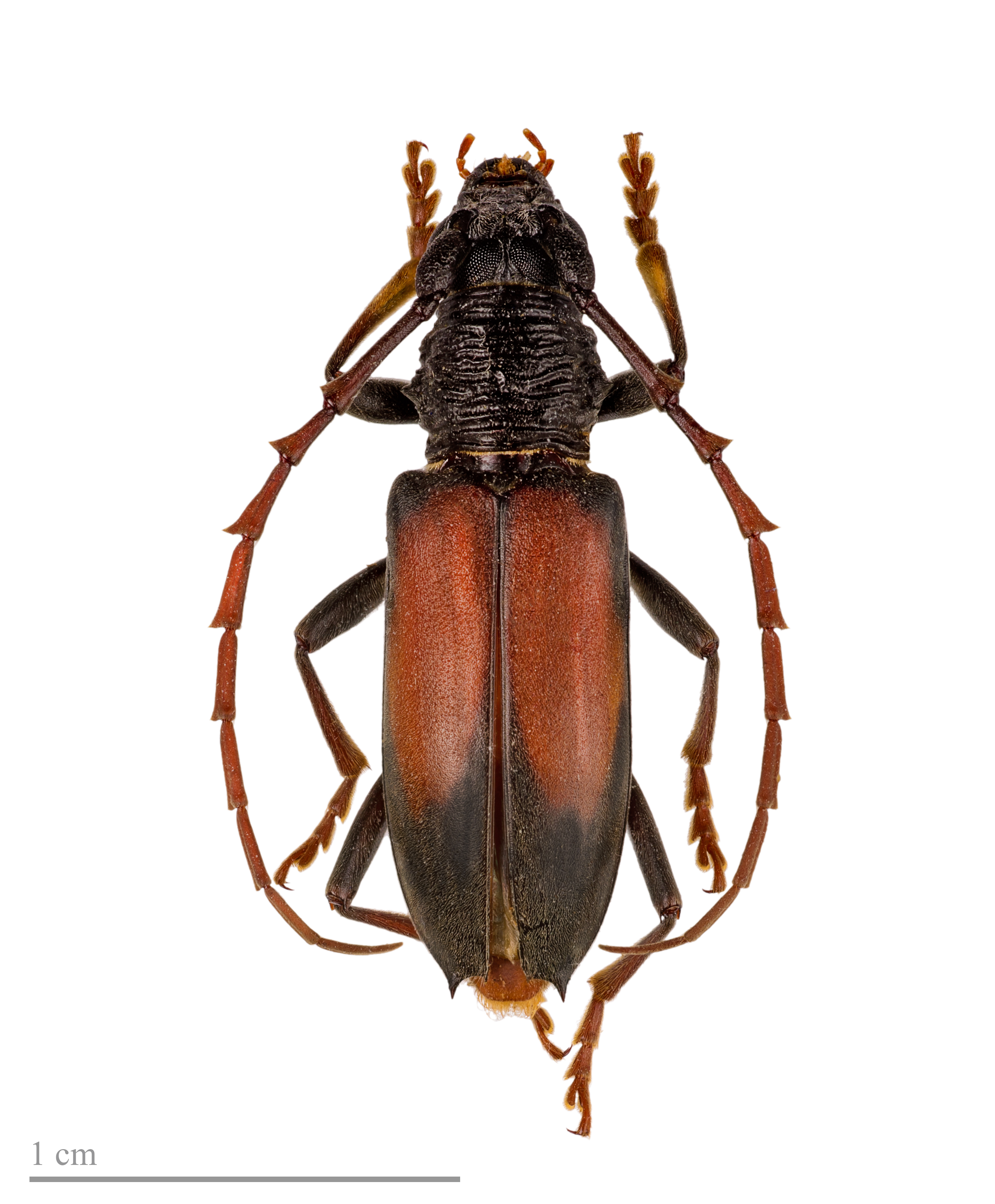
Plocaederus bipartitus - Muséum de Toulouse
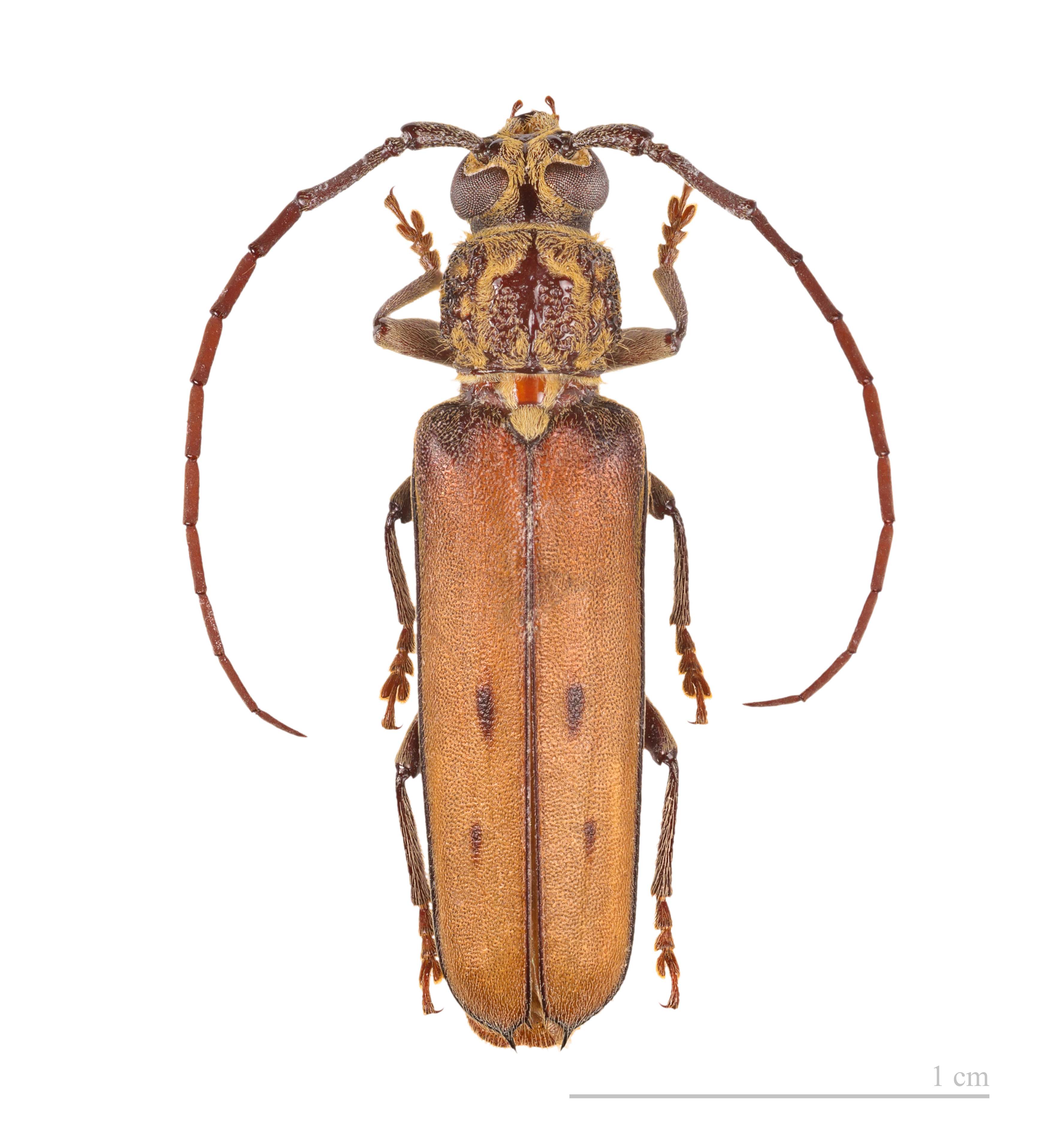
Praxithea travassosi - Muséum de Toulouse

### R
- Rhinotragus, RHINOTRAGINI

Rhinotragus lucasi Thompson, 1860.

### S
- Sphecomorpha, RHINOTRAGINI

Sphecomorpha chalybea Newman, 1838.
- Stenygra, PLATYARTHRINI

Stenygra angustata Olivier, 1795.
- Sternacanthus, Trachyderini

Sternacanthus undatus Olivier, 1795.
- Sthelenus, NECYDALOPSINI

Sthelenus ichneumoneus Buquet, 1859.
- Stratone, HETEROPSINI

Stratone transversalis Chevrolat, 1862.
- Styliceps, EBURIINI

Styliceps striatus Voet, 1778.

### T
- Thoracibidion, IBIDIONINI

Thoracibidion sriatocolle White, 1855.
- Trachyderes, Trachyderini

Trachyderes succinctus Linnaeus, 1758
Trachyderes melas Bates, 1870.
- Tropidosoma, Trachyderini

Tropidosoma dilaticorne Gory, 1832.

### XZ
- Xenambyx, Torneutini

Xenambyx lansbergei Thompson, 1865.
- Zelliboria, PIEZOCERINI

Zelliboria daedalea Perty, 1832.

## Articles liés
- Galerie des Cerambycidae
- Liste des mantes de Guyane